# Remscheider Straße 47

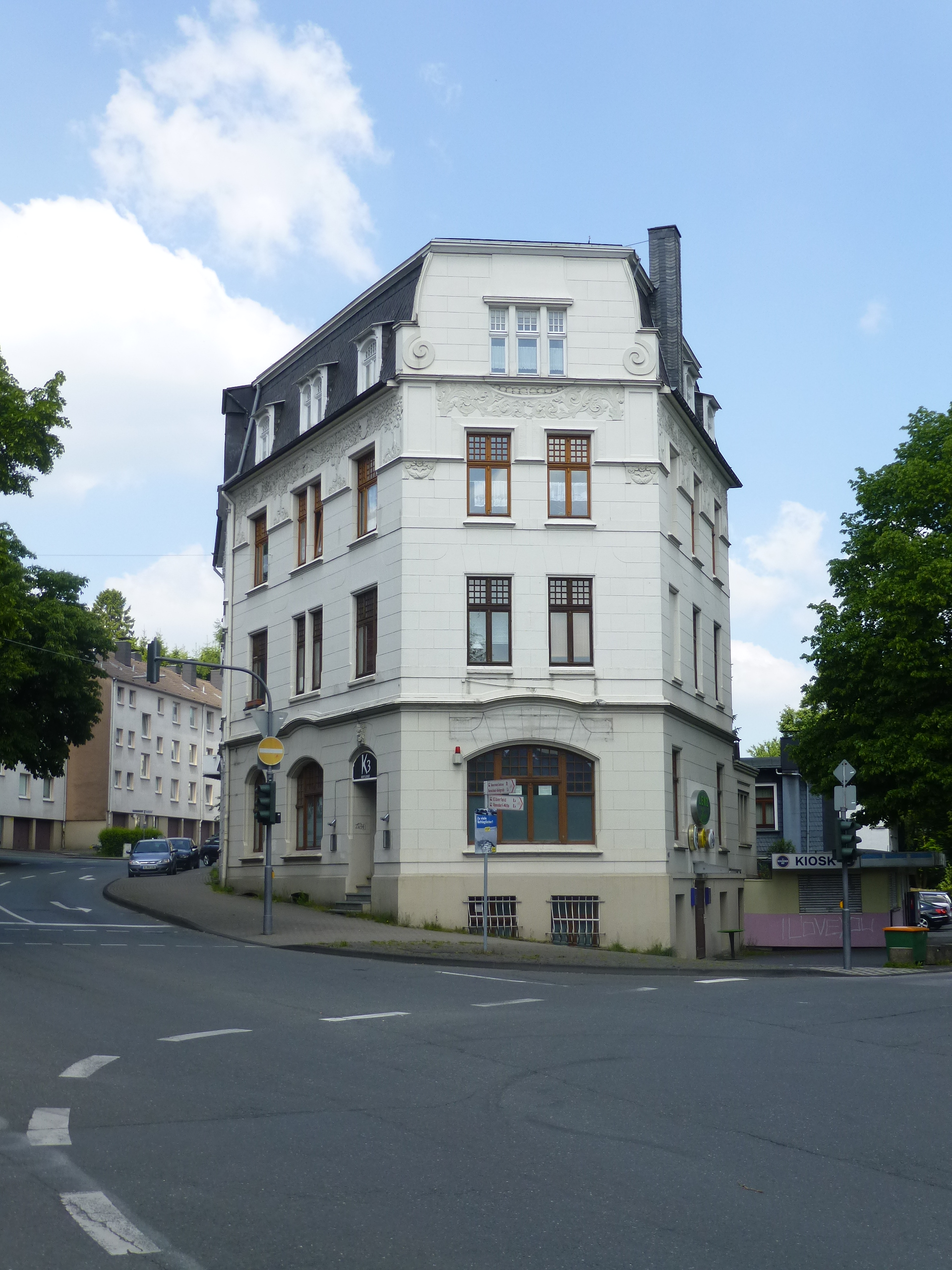
Remscheider Straße 47 (Ansicht von Süden)

Das Wohn- und Geschäftshaus Remscheider Straße 47 ist ein historisches  Gebäude in der bergischen Großstadt Wuppertal in Nordrhein-Westfalen.

## Lage und Historie

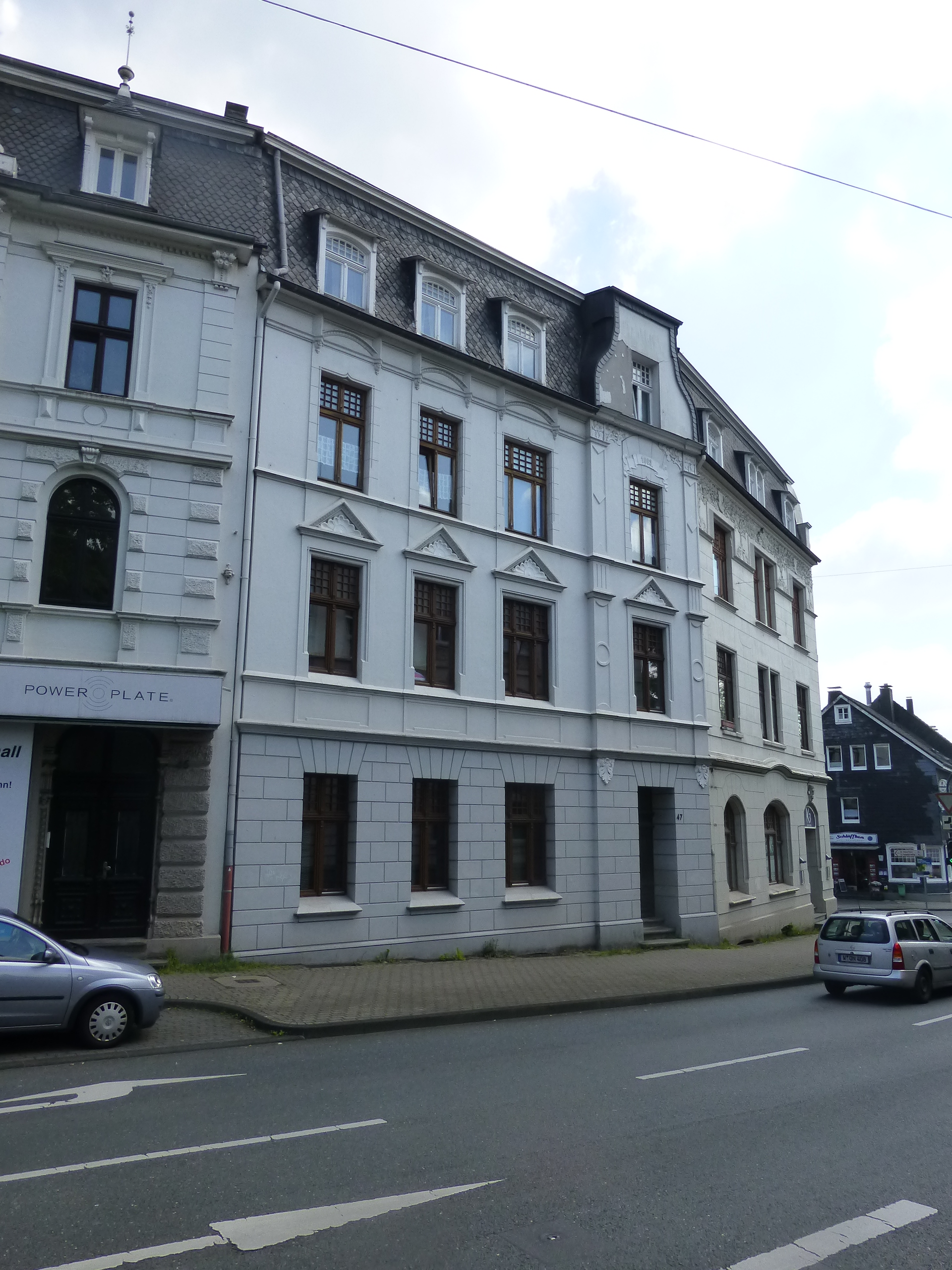
Wuppertal, Remscheider Straße 47, 2014

Das denkmalgeschützte Haus wurde 1903 errichtet und steht an der östlichen Seite der „Remscheider Straße“, Ecke „Am Stadtbahnhof“ im Ortsteil bzw. Stadtbezirk Ronsdorf (Stadtquartier Ronsdorf-Mitte/Nord). Das Gebäude bildet eine optische Einheit mit den im selbigen Stil nördlich angrenzenden und etwa gleichzeitig (Wende vom 19. zum 20. Jahrhundert) erbauten Häusern Remscheider Straße 43 und 45, die heute auch als Baudenkmäler in der Denkmalliste der Stadt Wuppertal verzeichnet sind. Das ehemals benachbarte und auch denkmalgeschützte Gebäude Remscheider Straße 41 war ein Schieferhaus, dass aufgrund lang anhaltender Instandhaltungsvernachlässigung baufällig wurde und nicht mehr erhalten werden konnte. Es wurde daher bereits etwa 2002 aus der Denkmalliste gestrichen, in der Folgezeit gänzlich abgerissen und durch einen Neubau ersetzt. Nur wenige Meter weiter nördlich stehen die Baudenkmale Remscheider Straße 33 und 35. Auf der gegenüberliegenden Straßenseite liegen die Häuser Remscheider Straße 30 und 46, sowie die ehemalige Preußische Bandwirkerschule (Remscheider Straße 50) und der nahegelegene Steigerturm Ronsdorf (ebenfalls denkmalgeschützt).

## Beschreibung und heutige Nutzung

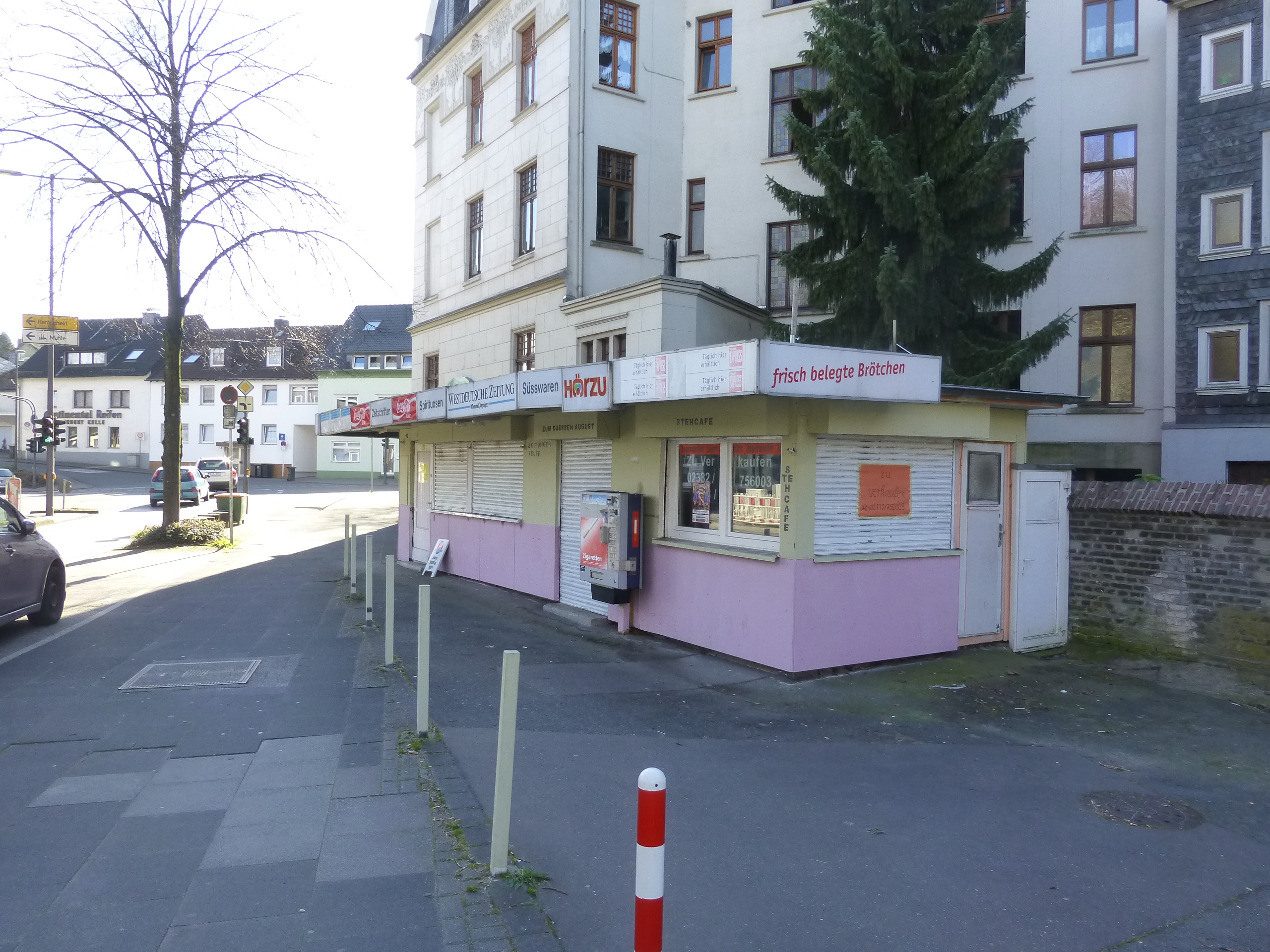
Wuppertal, Remscheider Straße 47, rückseitige Ansicht von der Straße "Am Stadtbahnhof" mit dem nicht zum Gebäude gehörenden Kiosk, 2014

Das aus Stein errichtete Haus hat an der Straßenfront drei Vollgeschosse und ein ausgebautes, verschiefertes Mansarddach mit Dachgauben. Das Kellergeschoss/Souterrain bildet aufgrund der leichten Hanglage an der Rückseite eine Tiefparterre. Die verputzte und weiß gestrichene Fassade wird im Erdgeschoss durch angedeutete Steinquader strukturiert. Die oberen Etagen besitzen Fenstergesimse und unterhalb der Mansarde ein Mansardgesims.
Das Gebäude besitzt einen unregelmäßigen Grundriss. Während der südliche Gebäudetrakt eine trapezförmige, mit einer zur Straßenkreuzung hin abgestumpften Front aufweist, bildet der etwas abgewinkelte und sich an die Nachbargebäude anschließende Teil des Hauses ein Rechteck. An der Schnittstelle beider Gebäudeteile befindet sich ein Mittelrisalit mit Ziergiebel im Mansardbereich.
Räumlichkeiten im Erdgeschoss und im Souterrain wurden in der Vergangenheit und werden bis heute (unterbrochen von zeitweiligem Leerstand sowie oftmals unabhängig voneinander) als Gaststätte/Kneipe bewirtschaftet. Der übrige Teil des Hauses besteht aus Mietwohnungen.

## Denkmalschutz

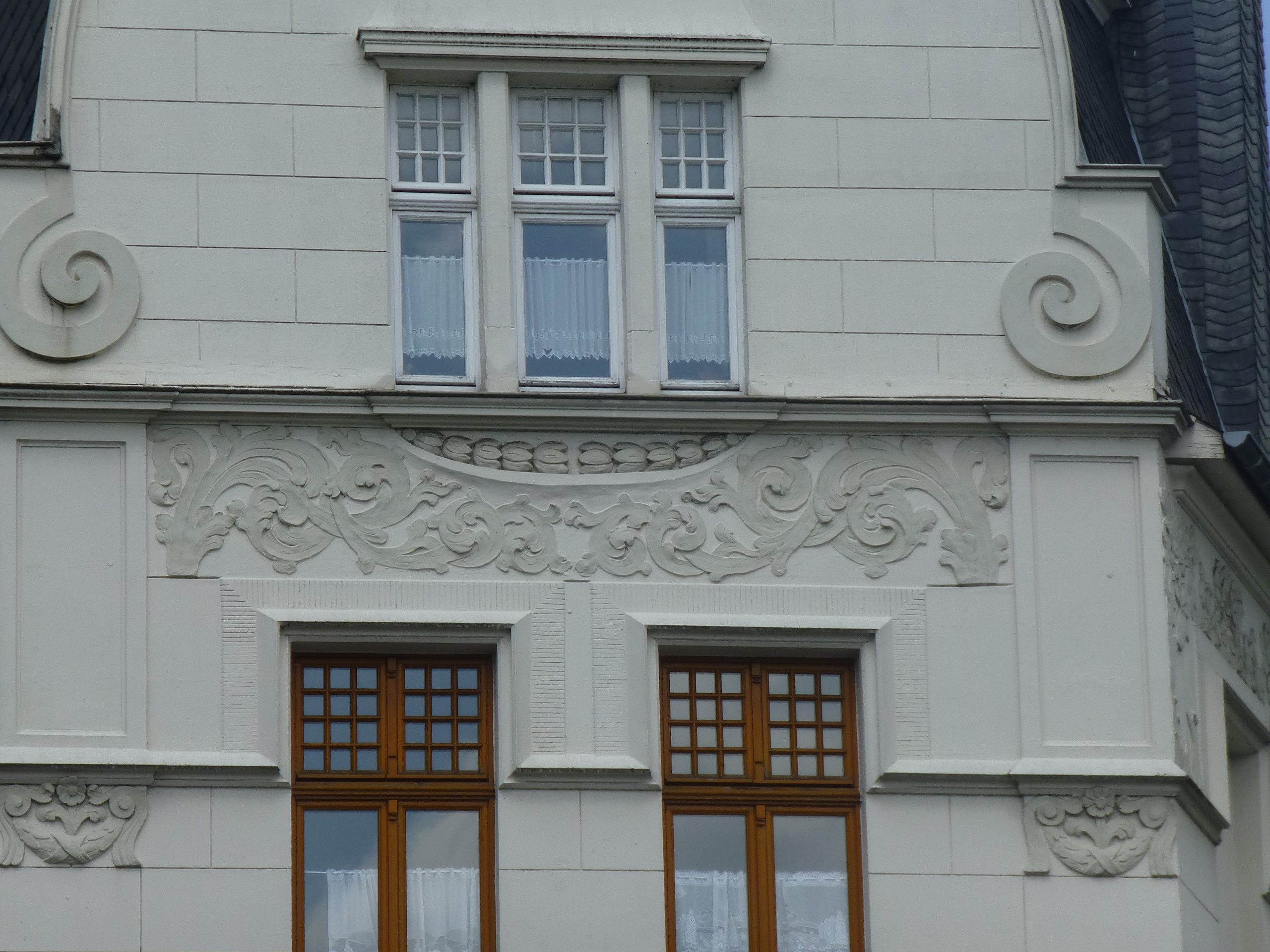
Wuppertal, Remscheider Straße 47, Details der Fassade, 2014

Das gesamte Gebäude wurde am 7. März 1988 unter der Nummer 1309 in die Denkmalliste der Stadt Wuppertal eingetragen.